# Messkarte
Als Messkarte bezeichnet man ein PC-gestütztes Datenerfassungsgerät zum Einbau in einen Computer (z. B. für den PCI-Bus).
Zu Zeiten analoger Oszilloskope und Handmessgeräte waren PC-Messkarten ein kleines Nischenprodukt. Mit der zunehmenden Verbreitung von PCs wurde die digitale Verarbeitung gemessener Signale immer wichtiger. Daher wurden die Messgeräte mit digitalen Schnittstellen ausgestattet. Die Integration der Messgeräte direkt in den PC bringt weitere Vorteile, aber auch einige Nachteile mit sich:
Vorteile:
- Möglichkeit zur Automatisierung von Messanordnungen unter Verwendung eines Rechners und einer digitalen I/O-Karte
- getriggerte Messungen von mehreren Kanälen möglich (z. B. 8 Kanäle)
- hohe Datenerfassungsraten bis mehrere Gigasamples pro Sekunde (GS/s). Beispiel: digitaler Speicheroszilloskop oder ein Datenlogger
- fast unbegrenzte Speicherung der Daten durch den Einbau zusätzlicher Speicher (z. B. Festplatten) – vorausgesetzt man hat fast unbegrenzt viel Speicher zur Verfügung, da bei 8 Bit Auflösung und einer Abtastrate von 1 GS/s ein knappes Gigabyte Speicher pro Sekunde benötigt wird, um die Daten zu erfassen.
- In fast jeder Farbe verfügbar. Vorausgesetzt der Hersteller der Leiterplatte hat den Lötstopplack in der gewünschter Farbe.

Nachteile:
- geringere Mobilität des gesamten PCs (Messkarten sind oft Full-Length-Karten mit über 30 cm Länge und lassen sich daher nicht in Laptops oder kompakte Gehäuse einbauen).